# GSC150-619-1
GSC150-619-1 — хімічно пекулярна зоря спектрального класу A1, що має видиму зоряну величину в смузі V приблизно 11,5.